# جوزيبي دلفينو
جوزيبي دلفينو (Giuseppe Delfino) هو لاعب أولمبي لرياضة مبارزة سيف الشيش من إيطاليا. شارك في الأولمبياد الصيفي في 1952–1964، وفاز بما مجموعه 6 ميداليات.

## الميداليات
| ذهب | فضة | برونز | المجموع |
| 4   | 2   | 0     | 6       |

## روابط خارجية
- جوزيبي دلفينو على موقع اللجنة الأولمبية الدولية (الإنجليزية)
- جوزيبي دلفينو على موقع أوليمبيديا (الإنجليزية)
- جوزيبي دلفينو على موقع اللجنة الأولمبية الإيطالية (الإيطالية)